# Nomorhamphus brembachi
Nomorhamphus brembachi är en fiskart som beskrevs av Vogt, 1978. Nomorhamphus brembachi ingår i släktet Nomorhamphus och familjen Hemiramphidae. Inga underarter finns listade i Catalogue of Life.